# Vieja fenestrata
Vieja fenestrata és una espècie de peix de la família dels cíclids i de l'ordre dels perciformes.

## Morfologia
Els mascles poden assolir els 25 cm de longitud total.

## Distribució geogràfica
Es troba des del riu Papaloapán fins al riu Chachalacas.